# Bambanani Mbane
Bambanani Mbane (* 12. März 1990) ist eine südafrikanische Fußballspielerin.
Dlamini begann ihre Karriere bei der Mannschaft von Bloemfontein Celtic. Nach einem kurzen Aufenthalt in Europa bei FK Dinamo Minsk im Jahr 2020 kehrte sie anschließend in ihr Geburtsland zurück und spielte dort für die Mamelodi Sundowns. 
2016 debütierte Mbane in der Südafrikanischen Fußballnationalmannschaft der Frauen. Mit der Auswahl nahm sie an verschiedenen Turnieren teil. Als Olympionikin lief sie bei den Olympischen Sommerspielen 2016 auf. Beim Afrika-Cup der Frauen 2018 stand sie mit ihrem Team im gegen Nigeria verlorenen Endspiel. Beim erstmaligen Gewinn der Trophäe beim Afrika-Cup der Frauen 2022, beim 2:1-Finalspiel nach zwei Treffern von Hildah Magaia bei einem Gegentor von Rosella Ayane gegen Marokko, zählte sie zu den Titelträgern.